# Parisette
Parisette é um seriado francês de 1921, no gênero drama, dirigido por Louis Feuillade, em 12 capítulos, estrelado por Sandra Milovanoff, Georges Biscot e René Clair. O seriado foi produzido e distribuído pela Société des Etablissements L. Gaumont, teve sua pré-estreia (limitada) em 10 de dezembro de 1921, sendo veiculado nos cinemas franceses a partir de 3 de março de 1922.

## Sinopse
Parisette, uma jovem bailarina, é sobrinha de Cogolin. Joaquin de Costabella, um nobre português, percebe a semelhança da jovem com sua filha desaparecida prematuramente. Enquanto Cogolin é acusado de um assassinato que não cometeu e foge para Nice, descobre que parisette é realmente a irmã da jovem falecida. Depois de muitas aventuras, Cogolin é inocentado e a origem da fortuna dos Costabella será revelada.

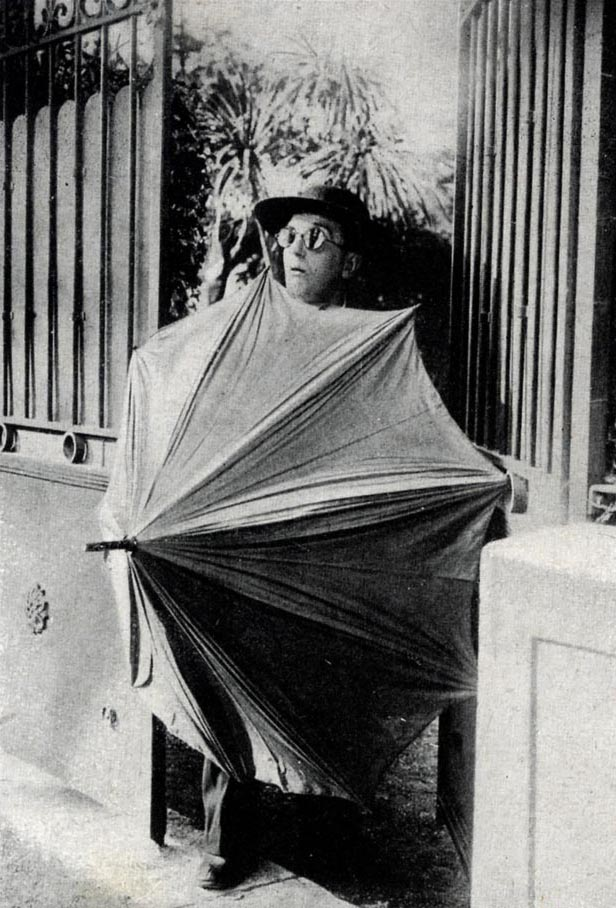
Cena de Parisette.

## Elenco
- Sandra Milovanoff … Parisette
- Georges Biscot … Cogolin
- Fernand Herrmann … Stephan
- Édouard Mathé … Pedro Alvarez
- René Clair … Jean Vernier
- Henri-Amédée Charpentier … Lapusse
- Jeanne Rollette … Mélanie Parent (creditada Jane Rollette)
- Jane Grey .. Mme. Stephan
- Pierre de Canolle ... Joseph
- Bernard Derigal … Marquês de Costabella (creditado Derigal)
- Arnaud … Candido
- Gaston Michel
- Robert Florey

## Capítulos
1. Manoela
2. Le secret de Madame Stephan
3. L'affaire de Neuilly
4. L'enquête
5. La piste
6. Grand-Père
7. Le faux révérend
8. Family house
9. L'impasse
10. Le triomphe de Cogolin
11. La fortune de Joaquim
12. Le secret des Costabella